# Familia Verdes Montenegro
La familia Veres de Montenegro fue una familia originaria de Lugo, Galicia, algunos de cuyos miembros ocuparon destacadas posiciones en el clero y en la administración borbónica española durante el siglo XVIII. Dos de los personajes más destacados de esta familia enlazaron mediante matrimonio con la nobleza titulada y sus descendientes viven aún en España.

## Historia
Los orígenes del apellido Veres Montenegro se remontan a mediados del siglo XVII en Galicia, cuando Bartolomé de Veres, un hidalgo de Cospeito, contrajo matrimonio con Juana de Sanjurjo Montenegro, hija del capitán de Infantería española Juan de Sanjurjo Montenegro, miembro de la baja nobleza gallega. Un hijo de esta pareja, llamado Francisco de Verdes Montenegro, nacido en 1656 en la feligresía de San Juan de Sistallo (Cospeito) fue, junto con sus cinco hermanos varones, el primero en llevar el doble apellido en la forma como se ha seguido utilizando hasta hoy. Francisco de Verdes Montenegro partió en 1710 de su localidad natal tras ser nombrado Corregidor de la Puebla de Sanabria por el pretendiente Borbón al vacante trono de España. Sin embargo, murió unos pocos meses más tarde durante el sitio de la ciudad por las tropas austro-portuguesas durante la Guerra de Sucesión Española. Cuando en 1714 el pretendiente -para entonces rey Felipe V de España- había asegurado el trono, los hijos de Francisco de Verdes Montenegro fueron recompensados con nombramientos relevantes en el clero y la administración borbónica.
En 1678 Francisco Veres Montenegro había contraído matrimonio con Antonia de Castro (1659-1700), natural de San Mamed de Oleiro (Villalba (Lugo)), con quien tuvo siete hijos varones. De éstos, Francisco (nacido hacia 1680), Blas (nacido hacia 1685) y Gregorio (1695-1726) siguieron la carrera eclesiástica. Francisco se convirtió en prior del Monasterio de San Juan de Caaveiro en 1740, Blas en abad de San Esteban de Ribas de Miño en Saviñao en 1730 y luego en abad de San Esteban de Ribas de Sil, y Gregorio fue primero colegial de las universidades de Santiago de Compostela (1716) y de Salamanca (1721) para luego ser nombrado canónigo noble de la catedral de Jaén en 1726, año en que murió.
Sin embargo, de los hermanos los tres más destacados hicieron carrera como altos funcionarios de la nueva administración borbónica tras la Guerra de Sucesión Española. Fernando Veres Montenegro (1682-1741) entró al servicio del Conde-duque de Benavente, señor territorial de la Puebla de Sanabria, de forma que a finales de 1710 -el mismo año de la muerte de su padre- aparece como contador mayor de los Estados del Conde-duque. Unos años después, en 1716, se encontraba en Madrid en la Contaduría Mayor, y a finales de ese año probó nobleza para vestir el hábito de Calatrava. A partir de ese momento, ascendió rápidamente en la administración real hasta ser nombrado en 1724 Secretario del Despacho Universal de Hacienda, cargo equivalente al de los actuales Ministros de Hacienda. Cuatro años más tarde, fue designado miembro del poderoso Consejo de Indias y, en 1740, nombrado nuevamente Secretario del Despacho Universal de Hacienda durante el segundo reinado Felipe V de España. Juan Diego Veres Montenegro (1690-1763) siguió los pasos de su hermano mayor. También entró al servicio del Conde-duque de Benavente (1716) y superó las pruebas de nobleza para acceder a las Órdenes militares españolas, vistiendo el hábito de Santiago en 1730. Pero a diferencia de Fernando, quien se estableció en Madrid, Juan Diego pasó a Valencia, donde fue nombrado Contador Principal del Ejército y del Reino de Valencia y miembro del Consejo de Su Majestad en el Tribunal de la Contaduría Mayor. Por último, Miguel Veres Montenegro (1697-1767) fue colegial en Salamanca (1719-1730), oidor de la Real Audiencia y Chancillería de Valladolid (1738), caballero de la Orden de Santiago (1740) y decano del Consejo de Órdenes en 1767.
Tanto Fernando como Juan Diego Veres Montenegro se sumaron por matrimonio a las filas de la nobleza titulada. En 1730 Juan Diego contrajo matrimonio en Valencia con Mariana Tárrega y Sanz de la Llosa, nieta de los marqueses de Malferit, cuyo linaje hundía sus raíces en la reconquista de Valencia de manos musulmanas en el siglo XIII. A Mariana le sería otorgado el título de marquesa de Benemejís por Carlos III de España en 1762. En 1731, Fernando, hermano mayor de Juan Diego, se casaría en Madrid con Jacinta Gayoso Arias Ozores, hija de los condes de Amarante. La pareja se estableció en Madrid, donde tuvieron descendencia.

## Genealogía

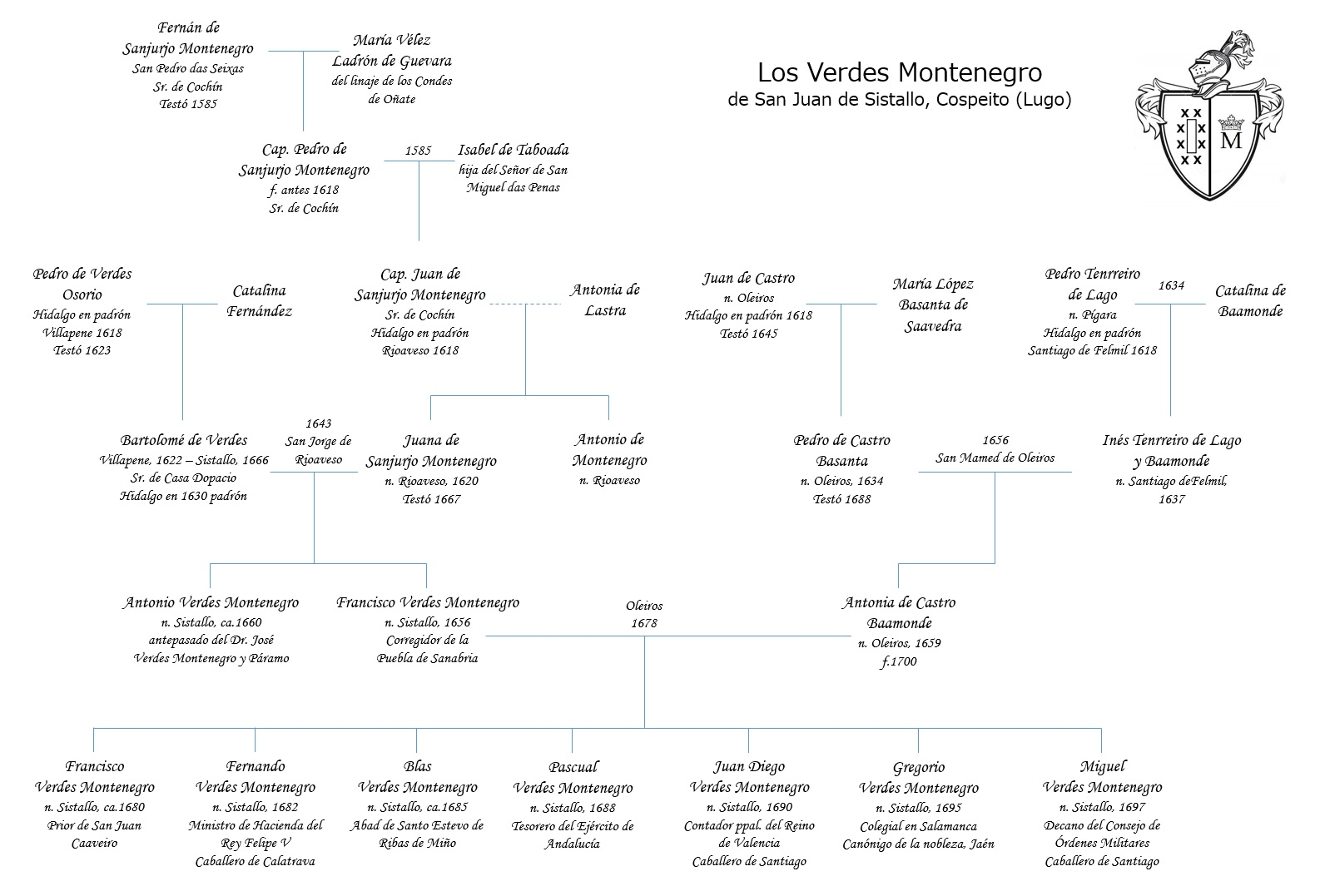
Genealogía de los Verdes Montenegro de Sistallo, Lugo

Gracias a que tres de los hermanos Veres Montenegro y algunos de su descendientes masculinos se unieron a las Órdenes militares españolas, existen datos precisos en relación con sus antepasados. De acuerdo con las reglas establecidas por el Consejo de Órdenes, el examen de la nobleza de los candidatos pasaba por enviar a los lugares de origen de sus ancestros a un grupo de Informantes, quienes estaban legalmente habilitados para requerir a párrocos y notarios partidas sacramentales, testamentos y censos, de todo lo cual daban pormenorizada cuenta en expedientes que se conservan. Como resultado, la genealogía de los Verdes Montenegro ha podido establecerse de modo fiable.
Los Veres Montenegro y sus antepasados en Galicia eran, según estos expedientes, hidalgos de sangre; es decir, miembros por sangre y no por privilegio real de la nobleza no titulada. Estaban exentos del pago de pechos o impuestos y eran propietarios de tierras y de una casa solar de su apellido en la que exhibían sus escudos de armas, lo mismo que en sus sepulturas.
En el primer cuarto del siglo XIX, los Veres Montenegro se encontraban divididos en dos ramas principales: los descendientes de Fernando Verdes Montenegro, cuyo linaje había prosperado en Madrid, y los de Juan Diego Veres Montenegro, que tuvo descendencia en Valencia. Sin embargo, el doctor José Verdes Montenegro y Páramo (1866-1942) y su primo hermano José Verdes Montenegro y Montoro (1865-1939), dos figuras prominentes de este apellido en la España de la primera mitad del siglo XX, no pertenecían a ninguna de estas dos ramas, aunque descendían igualmente de los fundadores del linaje.

## Escudo de armas
Las principales residencias de la familia Veres Montenegro en los siglos XVII y XVIII eran la Casa Do Pacio, el Pazo de Sistallo, ambos en Cospeito, y el llamado Palacio de los Escrivà. En estos lugares, el escudo de los Veres Montenegro presidía la fachada. El escudo, tal como puede verse aún, presenta un diseño compuesto a partir de las armas de la Casa de Veres y de la Casa de Montenegro. Su blasón sería como sigue: partido, 1º en campo de sinople un bastón de oro con bordura general de oro con ocho  aspas de sinople, colocados dos en jefe, dos en punta y dos en laterales, y 2º en campo de plata una M gótica de sable coronada de oro. En la fachada del Palacio de los Escrivà en Valencia, residencia de Juan Diego Veres Montenegro y su esposa, la marquesa de Montenegro, el escudo va surmontado por una corona de Grande de España.

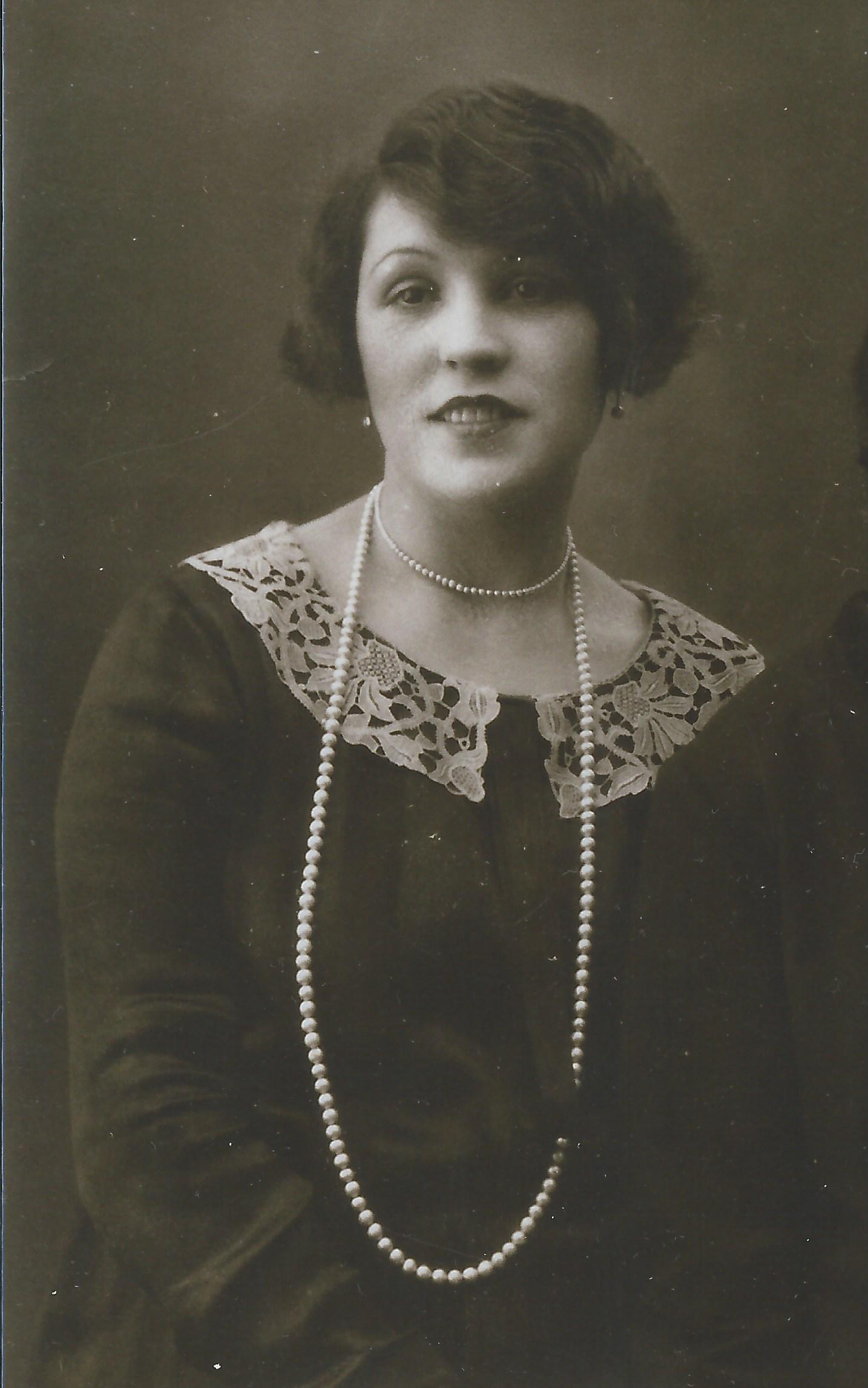
Emilia Veres-Montenegro, quinta nieta de Juan Diego Veres Montenegro y Mariana Tárrega y Sanz de la Llosa, marqueses de Montenegro